# Jordskredet vid Stenungsundsmotet
Jordskredet vid Stenungsundsmotet var ett kraftigt jordskred som skedde på natten, klockan 01:40, den 23 september 2023. Skredet gick vid trafikplats Stenungsundsmotet (91) i Stenungsunds kommun och förstörde vägbanan för E6 vilket stängde vägen i båda riktningarna. Jordskredet omfattade ett 700 meter långt och 200 meter brett område. Utöver europavägen påverkades länsväg O 649 (Ucklumsvägen), samt ett industriområde med bensinstation och hamburgerrestaurang i östra delen av Munkeröd mellan Norumsån och E6. Därtill påverkades Norumsån genom att åfåran trycktes ihop.
Svenska nationella seismiska nätet noterade vid sin mätstation på Tjörn att skredet började klockan 01:40 och att det pågick i nästan en minut.
Enligt Göran Sällfors, professor emeritus i geoteknik, började skredet i den högre liggande delen öster om motorvägen, där det pågått schaktningsarbeten för en större utbyggnad av en företagspark. Skredet har sedan gått åt väster och pressat jordmassorna med motorvägen och byggnader väster om denna framför sig. Sällfors menar att det är troligt att det är den mänskliga aktiviteten i området som orsakat skredet.

## Räddningsinsatsen
Flera fordon fastnade i området, och enligt polisen fördes tre personer till sjukhus med lindriga skador. Vid räddningsinsatsen tog räddningstjänsten hjälp av en av Sjöfartsverkets räddningshelikopter med ytbärgare. Därtill användes sökhund för att söka igenom rasområdet.

## Följder
Trafikverket bedömde på dagen för skredet att återställningsarbetet av E6 skulle ta flera månader. Europavägen var då avstängd mellan Spekerödsmotet (90) och Lyckornamotet (92), och trafiken leddes istället förbi Ucklum på gamla europavägen, länsväg O 650. Långväga tung trafik hänvisades att köra via Trollhättan och Uddevalla på Riksväg 44 och E45. Den 3 oktober beslutade Statens haverikommission att utreda jordskredet. Utredningen beräknades att vara genomförd inom ett år. Först i december 2023 ansågs området vara tillräckligt säkert för att flytta den buss och de nio personbilar som blivit kvar i skredområdet. Trafikverket bedömde i februari 2024 att återställningsarbetet skulle vara klart hösten 2024, alternativt vid nyåret 2025. Regeringen avsatte en miljard kronor till återställandet av E6 i vårändringsbudgeten 2024. I april bedömde Trafikverket att vägen skulle kunna öppna för trafik under sommaren 2024 vilket skulle vara tidigare än föregående besked, och i maj gav Trafikverket beskedet att vägen var tänkt att öppna igen andra veckan i juli. Vägen öppnades slutligen för allmänheten på morgonen fredag den 5 juli. Kungen återinvigde dock vägen två dagar före, på onsdagen den 3 juli 2024.

## Efterspel
27 mars 2024 blev tre personer frihetsberövade efter misstanke om att de hade orsakat skredet. De tre personerna släpptes dock senare men misstanke kvarstår.